# Daniel Speer
Georg Daniel Speer (ur. 2 lipca 1636 we Wrocławiu, zm. 5 października 1707 w Göppingen)  – niemiecki kompozytor, teoretyk muzyki i pisarz.

## Życiorys
Był synem wrocławskiego kuśnierza. Naukę rozpoczął we wrocławskim Gimnazjum św. Marii Magdaleny, gdzie uczył się przez kilka lat, ale po śmierci rodziców znalazł się w sierocińcu, z którego po pewnym czasie uciekł. Nie wiadomo, gdzie zyskał edukację muzyczną. Rozpoczął życiową wędrówkę, w trakcie której znalazł się na obecnych terenach Słowacji (gdzie uczęszczał do liceum w Kieżmarku), Węgier i Rumunii. Możliwe, że w 1664 przebywał w Stuttgarcie i w Tybindze, natomiast pewne jest, że od 1667 działał w Göppingen jako muzyk kościelny i nauczyciel. Poświęcił się również literaturze (głównie kroniki i powieści awanturniczo-przygodowe). Jedną z najbardziej znanych powieści jest wydana w roku 1683 jedna z wersji Przygód Simplicissimusa (Ungarischer oder Dacianischer Simplicissimus). Simplicissimus jest postacią zmyśloną, ale opisy jego przygód oparte są na prawdziwych przeżyciach Speera na południowym Podtatrzu, wschodniej Słowacji oraz w Tatrach. Książka ta przyczyniła się do popularyzacji Tatr i początków turystyki w Tatrach.

## Dzieła muzyczne
- 1683 – Türkischer Vagant,
- 1685 – Neugebackene Tafelschnitz,
- 1687 – Grundrichtiger kurz-, leicht-, und nöthiger Unterricht der musikalischen Kunst. Ulm 1687, 1697 (nowe wydanie Lipsk 1974),
- 1688 – Musikalisch-Türckischer Eulen-Spiegel. Ulm 1688 (nowe wydanie: Bratysława 1971),
- 1688 – Philomela angelica,
- 1692 – Jubilum coeleste,
- 1697 – Vierfaches Musicalisches Kleeblatt.